# Eliminatórias da Copa do Mundo FIFA de 2026 – UEFA (Grupo H)
O Grupo H das eliminatórias da UEFA para a Copa do Mundo FIFA de 2026 é formado por Áustria, Bósnia e Herzegovina, Chipre, Romênia e San Marino.
O vencedor do grupo se classifica automaticamente para a Copa do Mundo de 2026, enquanto o segundo colocado avança para a segunda fase.

## Classificação
| Pos | Equipe               | Pts | J | V | E | D | GP | GC | SG  | Classificado               |  |        |        |        |        |        |
| --- | -------------------- | --- | - | - | - | - | -- | -- | --- | -------------------------- |  | ------ | ------ | ------ | ------ | ------ |
| 1   | Bósnia e Herzegovina | 9   | 3 | 3 | 0 | 0 | 4  | 1  | +3  | Copa do Mundo FIFA de 2026 |  | —      | 9 Set  | 15 Nov | 2–1    | 1–0    |
| 2   | Áustria              | 6   | 2 | 2 | 0 | 0 | 6  | 1  | +5  | Segunda fase               |  | 18 Nov | —      | 2–1    | 6 Set  | 9 Out  |
| 3   | Romênia              | 6   | 4 | 2 | 0 | 2 | 8  | 4  | +4  | Eliminado                  |  | 0–1    | 12 Out | —      | 2–0    | 18 Nov |
| 4   | Chipre               | 3   | 3 | 1 | 0 | 2 | 3  | 4  | −1  | Eliminado                  |  | 9 Out  | 15 Nov | 9 Set  | —      | 2–0    |
| 5   | San Marino           | 0   | 4 | 0 | 0 | 4 | 1  | 12 | −11 | Eliminado                  |  | 6 Set  | 0–4    | 1–5    | 12 Out | —      |

## Partidas
A lista de jogos foi confirmada pela UEFA em 13 de dezembro de 2024 após o sorteio. Os horários são CET/CEST conforme listados pela UEFA (os horários locais, se diferentes, estão entre parênteses).
| 21 de março de 2025 | Chipre                     | 2 – 0                             | San Marino | Arena AEK, Lárnaca                           |
| 18:00 (19:00 UTC+2) | Pittas 55' · Kakoullis 86' | Relatório (FIFA) Relatório (UEFA) |            | Público: 2 336 Árbitro: LVA Andris Treimanis |

| 21 de março de 2025 | Romênia | 0 – 1                             | Bósnia e Herzegovina | Arena Națională, Bucareste                  |
| 20:45 (21:45 UTC+2) |         | Relatório (FIFA) Relatório (UEFA) | Gigović 14'          | Público: 49 413 Árbitro: NED Danny Makkelie |

| 24 de março de 2025 | Bósnia e Herzegovina             | 2 – 1                             | Chipre       | Estádio Bilino Polje, Zenica            |
| 20:45               | Demirović 22' · Hajradinović 56' | Relatório (FIFA) Relatório (UEFA) | Pittas 45+2' | Público: 7 464 Árbitro: NOR Rohit Saggi |

| 24 de março de 2025 | San Marino  | 1 – 5                             | Romênia                                                                               | Estádio Olímpico de San Marino, Serravalle     |
| 20:45               | Zannoni 67' | Relatório (FIFA) Relatório (UEFA) | Cevoli 6' (g.c.) · Popescu 44' · R. Marin 55' (pen.) · Hagi 75' (pen.) · Alibec 90+4' | Público: 3 556 Árbitro: POL Damian Sylwestrzak |

| 7 de junho de 2025 | Bósnia e Herzegovina | 1 – 0                             | San Marino | Estádio Bilino Polje, Zenica              |
| 15:00              | Džeko 66'            | Relatório (FIFA) Relatório (UEFA) |            | Público: 11 828 Árbitro: POR Luís Godinho |

| 7 de junho de 2025 | Áustria                        | 2 – 1                             | Romênia      | Ernst-Happel-Stadion, Viena                   |
| 20:45              | Gregoritsch 42' · Sabitzer 60' | Relatório (FIFA) Relatório (UEFA) | Tănase 90+5' | Público: 48 500 Árbitro: ITA Maurizio Mariani |

| 10 de junho de 2025 | Romênia                | 2 – 0                             | Chipre | Arena Națională, Bucareste                  |
| 20:45 (21:45 UTC+3) | Tănase 43' · Man 45+2' | Relatório (FIFA) Relatório (UEFA) |        | Público: 45 324 Árbitro: LTU Donatas Rumšas |

| 10 de junho de 2025 | San Marino | 0 – 4                             | Áustria                                                | Estádio Olímpico de San Marino, Serravalle |
| 20:45               |            | Relatório (FIFA) Relatório (UEFA) | Arnautović 3', 15' · Gregoritsch 11' · Baumgartner 27' | Público: 3 075 Árbitro: CZE Ondřej Berka   |

| 6 de setembro de 2025 | Áustria | –         | Chipre | Ernst-Happel-Stadion, Viena |
| 20:45                 |         | FIFA UEFA |        |                             |

| 6 de setembro de 2025 | San Marino | –         | Bósnia e Herzegovina | Estádio Olímpico de San Marino, Serravalle |
| 20:45                 |            | FIFA UEFA |                      |                                            |

| 9 de setembro de 2025 | Bósnia e Herzegovina | –         | Áustria | Estádio Bilino Polje, Zenica |
| 20:45                 |                      | FIFA UEFA |         |                              |

| 9 de setembro de 2025 | Chipre | –         | Romênia | Arena AEK, Lárnaca |
| 20:45 (21:45 UTC+3)   |        | FIFA UEFA |         |                    |

| 9 de outubro de 2025 | Áustria | –         | San Marino | Ernst-Happel-Stadion, Viena |
| 20:45                |         | FIFA UEFA |            |                             |

| 9 de outubro de 2025 | Chipre | –         | Bósnia e Herzegovina | Arena AEK, Lárnaca |
| 20:45 (21:45 UTC+3)  |        | FIFA UEFA |                      |                    |

| 12 de outubro de 2025 | San Marino | –         | Chipre | Estádio Olímpico de San Marino, Serravalle |
| 15:00                 |            | FIFA UEFA |        |                                            |

| 12 de outubro de 2025 | Romênia | –         | Áustria | Arena Națională, Bucareste |
| 20:45 (21:45 UTC+3)   |         | FIFA UEFA |         |                            |

| 15 de novembro de 2025 | Chipre | –         | Áustria | Arena AEK, Lárnaca |
| 18:00 (19:00 UTC+2)    |        | FIFA UEFA |         |                    |

| 15 de novembro de 2025 | Bósnia e Herzegovina | –         | Romênia | Estádio Bilino Polje, Zenica |
| 20:45                  |                      | FIFA UEFA |         |                              |

| 18 de novembro de 2025 | Áustria | –         | Bósnia e Herzegovina | Ernst-Happel-Stadion, Viena |
| 20:45                  |         | FIFA UEFA |                      |                             |

| 18 de novembro de 2025 | Romênia | –         | San Marino | Arena Națională, Bucareste |
| 20:45 (21:45 UTC+2)    |         | FIFA UEFA |            |                            |

## Artilharia
2 gols
- AUT Marko Arnautović
- AUT Michael Gregoritsch
- CYP Ioannis Pittas
- ROU Florin Tănase

1 gol
- AUT Christoph Baumgartner
- AUT Marcel Sabitzer
- BIH Armin Gigović
- BIH Edin Džeko
- BIH Ermedin Demirović
- BIH Haris Hajradinović
- CYP Andronikos Kakoullis
- ROU Denis Alibec
- ROU Dennis Man
- ROU Ianis Hagi
- ROU Mihai Popescu
- ROU Răzvan Marin
- SMR Samuele Zannoni

Gols contra
- SMR Michele Cevoli (para a Romênia)